# Coleocarya gracilis
Coleocarya gracilis är en gräsväxtart som beskrevs av Stanley Thatcher Blake. Coleocarya gracilis ingår i släktet Coleocarya, och familjen Restionaceae. Inga underarter finns listade i Catalogue of Life.